# Joris Gnagnon
 Joris Gnagnon  (ur. 13 stycznia 1997 w Bondy) – francuski piłkarz pochodzenia iworyjskiego występujący w sezonie 2021/22 na pozycji obrońcy w AS Saint-Etienne. Zawodnikowi w maju 2022 r. rozwiązano kontrakt z klubem.

## Kariera klubowa
Od 2014 szkolił się w szkółce piłkarskiej Stade Rennais FC. 16 stycznia 2016 zadebiutował w drużynie zawodowej Stade Rennais FC na szczeblu Ligue 1. W dniu 28 stycznia 2017 r., zdobył swoją pierwszą bramkę w Ligue 1.

## Statystyki

### Klubowe
Stan na: 2 czerwca 2022 roku.
| Klub                    | Sezon              | Liga               | Liga  | Liga   | Puchar kraju | Puchar kraju | Europa | Europa | Suma  | Suma   |
| Klub                    | Sezon              | Liga               | Mecze | Bramki | Mecze        | Bramki       | Mecze  | Bramki | Mecze | Bramki |
| ----------------------- | ------------------ | ------------------ | ----- | ------ | ------------ | ------------ | ------ | ------ | ----- | ------ |
| Stade Rennais FC        | 2015/16            | Ligue 1            | 7     | 0      | —            | —            | —      | —      | 7     | 0      |
| Stade Rennais FC        | 2016/17            | Ligue 1            | 27    | 1      | —            | —            | —      | —      | 27    | 1      |
| Stade Rennais FC        | 2017/18            | Ligue 1            | 36    | 2      | —            | —            | —      | —      | 36    | 2      |
| Stade Rennais FC        | Łącznie            | Łącznie            | 70    | 3      | 0            | 0            | 0      | 0      | 70    | 3      |
| Sevilla FC              | 2018/19            | Primera División   | 7     | 0      | 3            | 0            | 6      | 0      | 16    | 0      |
| Stade Rennais FC (wyp.) | 2019/20            | Ligue 1            | 19    | 0      | 6            | 0            | 6      | 2      | 31    | 2      |
| Sevilla FC              | 2020/21            | Primera División   | 0     | 0      | 1            | 0            | 0      | 0      | 1     | 0      |
| Saint-Étienne           | 2021/22            | Ligue 1            | 0     | 0      | 0            | 0            | —      | —      | 0     | 0      |
| Łącznie w karierze      | Łącznie w karierze | Łącznie w karierze | 96    | 3      | 10           | 0            | 12     | 2      | 118   | 5      |